# 阿道夫·塞格
阿道夫·塞格（德語：Adolf Seger，1945年1月2日—），德国前男子自由式摔跤运动员。他曾代表西德参加1972年和1976年夏季奥林匹克运动会摔跤比赛，获得二枚铜牌。